# Ziemetshausen
Ziemetshausen est une commune de Bavière (Allemagne), située dans l'arrondissement de Guntzbourg, dans le district de Souabe.